# Elizabeth Spriggs
Elizabeth Spriggs, född 18 september 1929 i Buxton, Derbyshire, död 2 juli 2008 i Oxford, Oxfordshire, var en brittisk skådespelare. Hon var knuten till Royal Shakespeare Company 1962–1976, varefter hon återförenades med kompaniets grundare Peter Hall på Royal National Theatre, vars uppsättning av Arnold Weskers Love Letters on Blue Paper gav henne en Olivier Award 1978.
Spriggs spelade bland annat den tjocka damen i Harry Potter och de vises sten (2000).

## Filmografi i urval
- 1968 – Arbete är ett 'fult' ord
- 1981 – Lady Chatterleys älskare
- 1982 – Ett opassande jobb för en kvinna (TV-serie)
- 1987 – Doctor Who (TV-serie)
- 1991 – Chopin, mon amour
- 1993 – Jeeves och Wooster (TV-serie)
- 1994 – Martin Chuzzlewit (TV-serie)
- 1995 – Förnuft och känsla
- 1998 – Barberaren i Sibirien
- 1999 – En julsaga
- 1999 – Fruar och döttrar (TV-serie)
- 2001 – Victoria & Albert
- 2000 – Harry Potter och de vises sten
- 2002 – Shackleton (TV-serie)
- 2002 – Nice Guy Eddie (TV-serie)
- 2003 – Swiss Toni (TV-serie)
- 2004 – The Queen of Sheba's Pearls